# Dolmen de Caranda
Le dolmen de Caranda est un dolmen situé sur le territoire de la commune de Cierges, dans le département de l'Aisne, en France.

## Historique
Des découvertes fortuites du dolmen sont rapportées en 1851. Une première fouille est menée par la Société historique et archéologique de Château-Thierry en 1872. L'année suivante, Frédéric Moreau fouille la nécropole de Lhommée et notamment le dolmen. Le monument fut enfoui après fouille et rien n'indique sur place son emplacement.

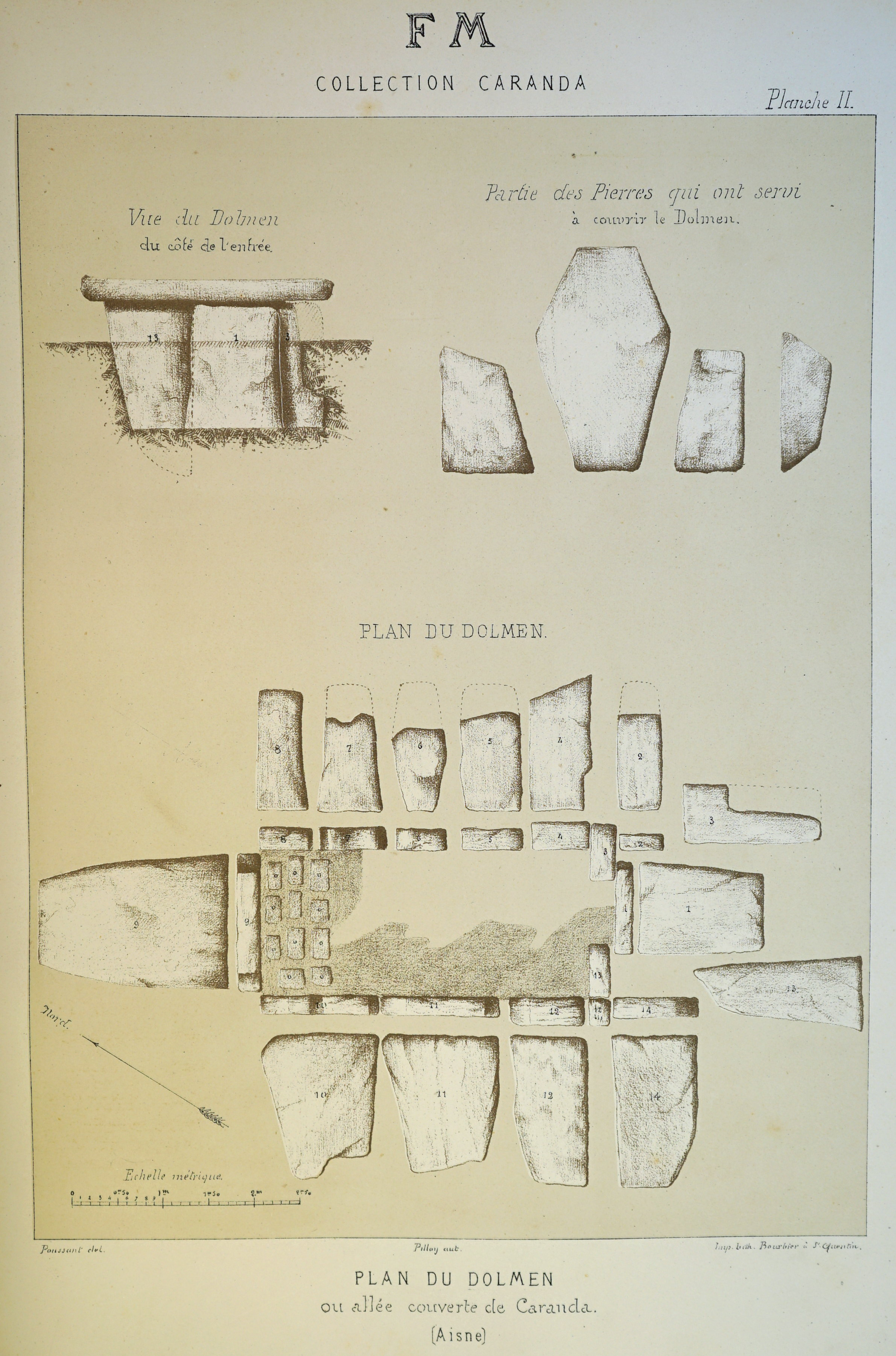
Vue en éclaté du dolmen.

Le monument est classé au titre des monuments historiques en 1889.

## Description
D'après les relevés de Moreau, le dolmen était orienté sud-ouest/nord-est. Il comportait une chambre funéraire de forme rectangulaire mesurant 3,60 m de longueur sur 1,60 m de largeur sur 2 m de hauteur. Elle était délimitée par neuf orthostates (quatre côtés gauche, cinq côté droit), une dalle de chevet et trois dalles de fermeture. La chambre était recouverte par trois tables de couverture de taille inégale. Le sol de la chambre était dallé.

## Matériel archéologique
Moreau découvrit à l'intérieur de la chambre trois squelettes humains, deux dents d'animaux (une de cheval, l'autre de castor), un poinçon en corne de cerf, et un matériel lithique en silex (des armatures de flèches, un couteau, six lames en silex, trois grattoirs, un poignard).
De 1877 à 1893, Moreau fit paraître une série de fascicules connus sous le nom d'album Caranda, illustré par l'archéologue Jules Pilloy, qui reproduit une partie du matériel archéologique découvert au cours des fouilles du dolmen. La collection Moreau a été pour partie dispersée et pour partie léguée au Musée d'Archéologie nationale de Saint-Germain-en-Laye, au Musée Alexandre-Dumas de Villers-Cotterêts, et au Musée de la Princerie de Verdun.